# Strażnica KOP „Pasieki”

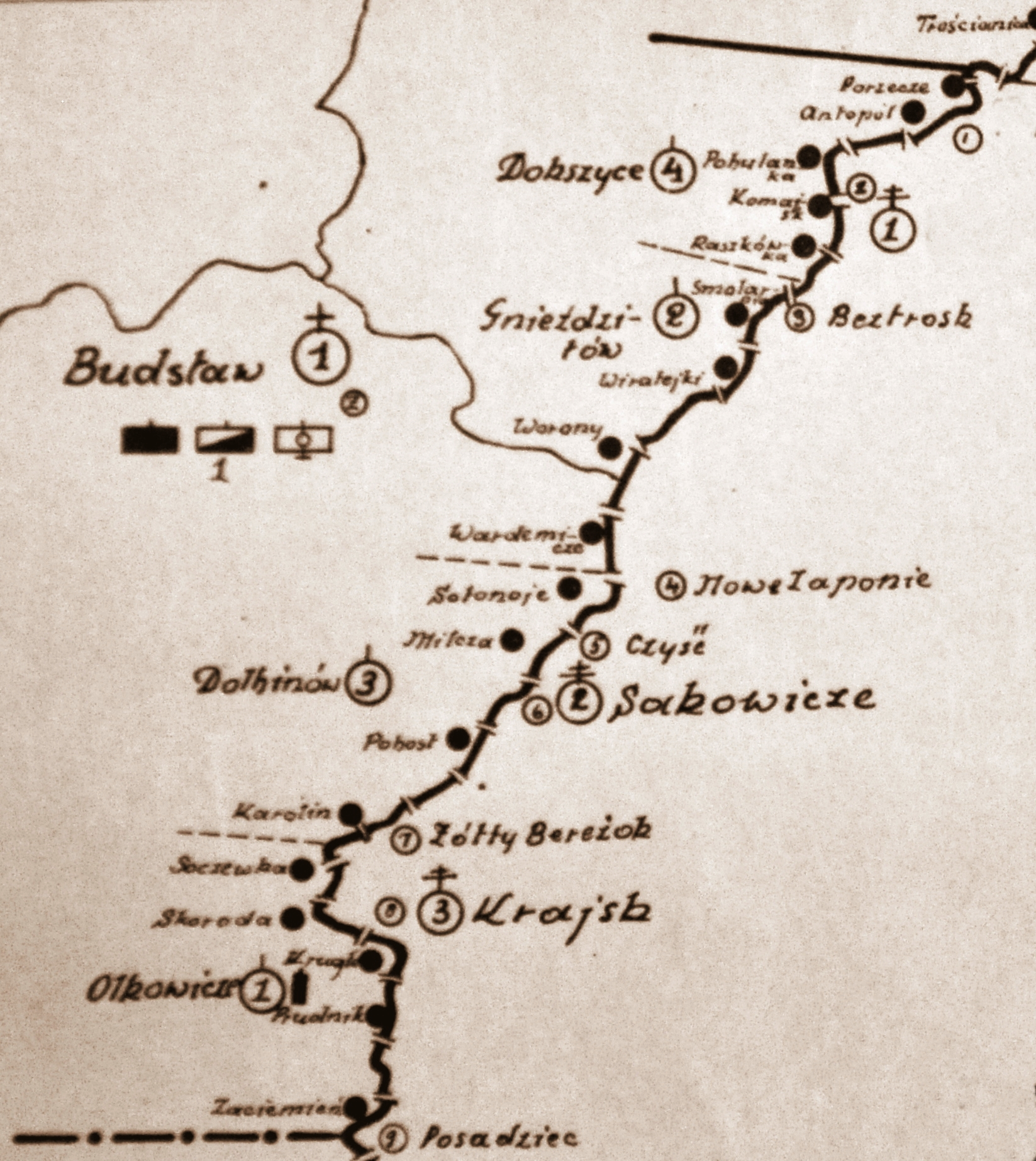
Rozmieszczenie
batalionu KOP „Budsław” w 1931

Strażnica KOP „Pasieki” – zasadnicza jednostka organizacyjna Korpusu Ochrony Pogranicza pełniąca służbę ochronną na granicy polsko-sowieckiej.

## Geneza
Do czasu zakończenia wojny polsko-bolszewickiej, czyli do jesieni 1920, wschodnią granicę państwa polskiego wyznaczała linia frontu. Dopiero zarządzeniem z 6 listopada 1920 utworzono Kordon Graniczny Ministerstwa Spraw Wojskowych. W połowie stycznia 1921 zmodyfikowano formę ochrony granicy i rozpoczęto organizowanie Kordonu Granicznego Naczelnego Dowództwa WP. Obsadzony on miał być przez żandarmerię polową i oddziały wojskowe. Latem 1921 ochronę granicy wschodniej postanowiło powierzyć Batalionom Celnym. W Milczy rozmieszczono dowództwo 3 kompanii 44 batalionu celnego, a w Krugłych utworzono placówkę celną. 
W drugiej połowie 1922 przeprowadzono kolejną reorganizację organów strzegących granicy wschodniej. 1 września 1922 bataliony celne przemianowano na bataliony Straży Granicznej. W rejonie Milczy służbę graniczną pełniły pododdziały 3 kompanii 44 batalionu Straży Granicznej. W Krugłych nadal funkcjonowała placówka.
Już w następnym zlikwidowano Straż Graniczną, a z dniem 1 lipca 1923 pełnienie służby granicznej na wschodnich rubieżach powierzono Policji Państwowej. 
W sierpniu 1924 podjęto uchwałę o powołaniu Korpusu Ochrony Pogranicza – formacji zorganizowanej na wzór wojskowy, a będącej w etacie Ministerstwa Spraw Wewnętrznych.

## Formowanie i zmiany organizacyjne
W 1924, w składzie 3 Brygady Ochrony Pogranicza, został sformowany 1 batalion graniczny. W 1928 w skład batalionu wchodziło 18 strażnic. Strażnica KOP „Krągłe” w latach 1928 – 1931 znajdowała się w strukturze 1 kompanii KOP „Olkowicze” . W komunikacie dyslokacyjnym z 1932 nie występuje. W jej miejscu pojawia się strażnica KOP „Pasieki”. Strażnica w latach 1932 – 1939 znajdowała się w strukturze 1 kompanii KOP „Olkowicze” batalionu KOP „Budsław”. Strażnica liczyła około 18 żołnierzy i rozmieszczona była przy linii granicznej z zadaniem bezpośredniej ochrony granicy państwowej.
W 1932 obsada strażnicy zakwaterowana była w budynku prywatnym. Strażnicę z macierzystą kompanią łączył trakt długości 5,5 km.

## Służba graniczna
Podstawową jednostką taktyczną Korpusu Ochrony Pogranicza przeznaczoną do pełnienia służby ochronnej był batalion graniczny. Odcinek batalionu dzielił się na pododcinki kompanii, a te z kolei na pododcinki strażnic, które były „zasadniczymi jednostkami pełniącymi służbę ochronną”, w sile półplutonu. Służba ochronna pełniona była systemem zmiennym, polegającym na stałym patrolowaniu strefy nadgranicznej, wystawianiu posterunków alarmowych, obserwacyjnych i kontrolnych stałych, patrolowaniu i organizowaniu zasadzek w miejscach rozpoznanych jako niebezpieczne, kontrolowaniu dokumentów i zatrzymywaniu osób podejrzanych, a także utrzymywaniu ścisłej łączności między oddziałami i władzami administracyjnymi. Strażnice KOP stanowiły pierwszy rzut ugrupowania kordonowego Korpusu Ochrony Pogranicza.
Strażnica KOP „Pasieki” w 1932 ochraniała pododcinek granicy państwowej szerokości 2 kilometrów 120 metrów od słupa granicznego nr 444 do 447, a w 1938 pododcinek szerokości 8 kilometrów 875 metrów od słupa granicznego nr 439 do 458.
Sąsiednie strażnice:
- strażnica KOP „Skoroda” ⇔ strażnica KOP „Prudnik” – 1928[9], 1929[10], 1931[11]
- strażnica KOP „Skoroda” ⇔ strażnica KOP „Prudnik” – 1932[12], 1934[13]
- strażnica KOP „Soczewki” ⇔ strażnica KOP „Zaciemień” – 1938[14]

## Walka o strażnicę w 1939
Strażnice 1 kompanii „Olkowicze” zostały zaatakowane przez 14 oddział wojsk pogranicznych NKWD i pododdziały 2 Dywizji Strzeleckiej. Strażnica „Pasieki” po krótkiej walce została opanowana. Straciła 13 zabitych i 6 wziętych do niewoli. Straty sowieckie: 5 czerwonoarmistów rannych.

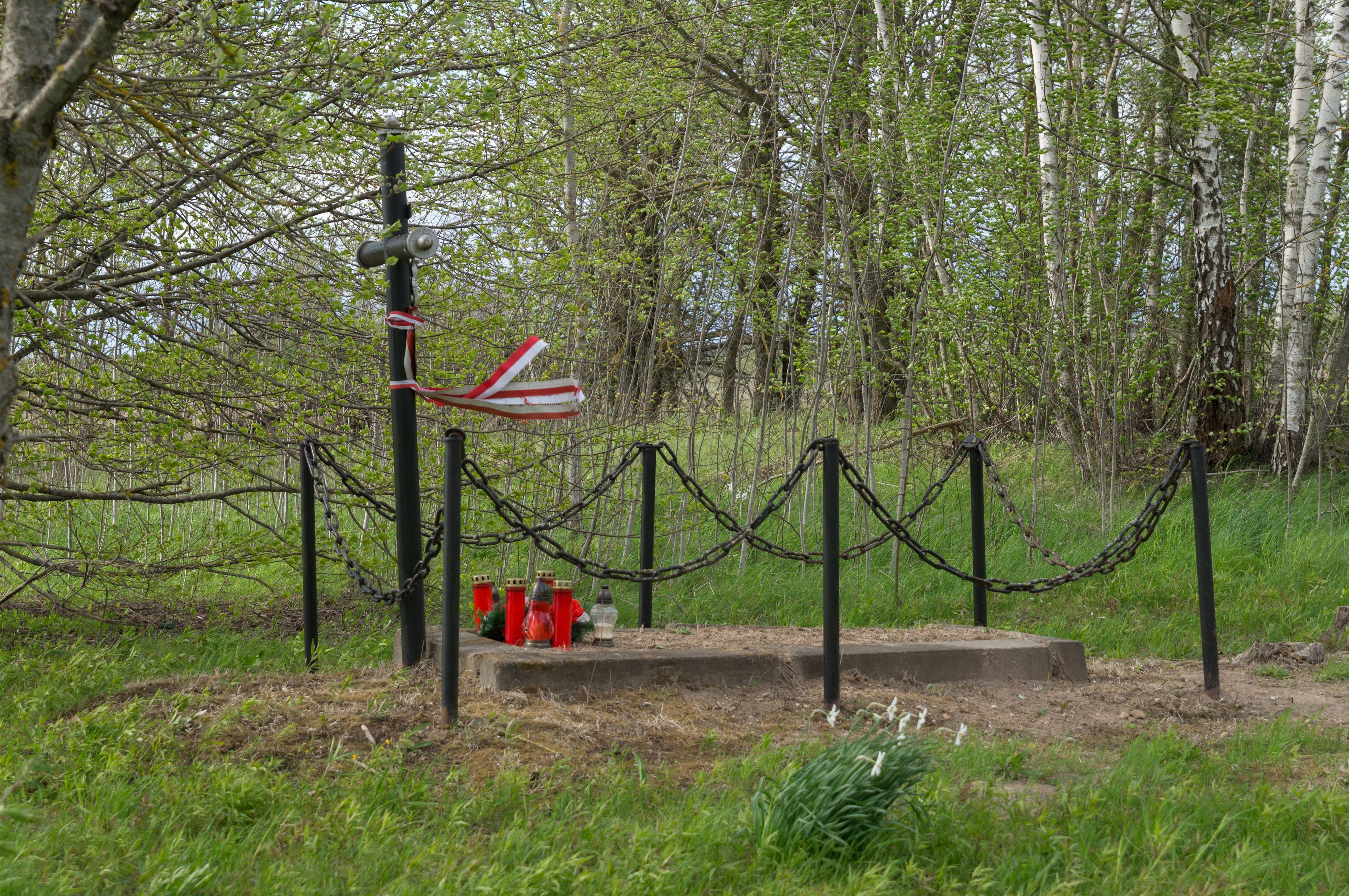
Pasieki Krajskie. Mogiła polskich żołnierzy KOP

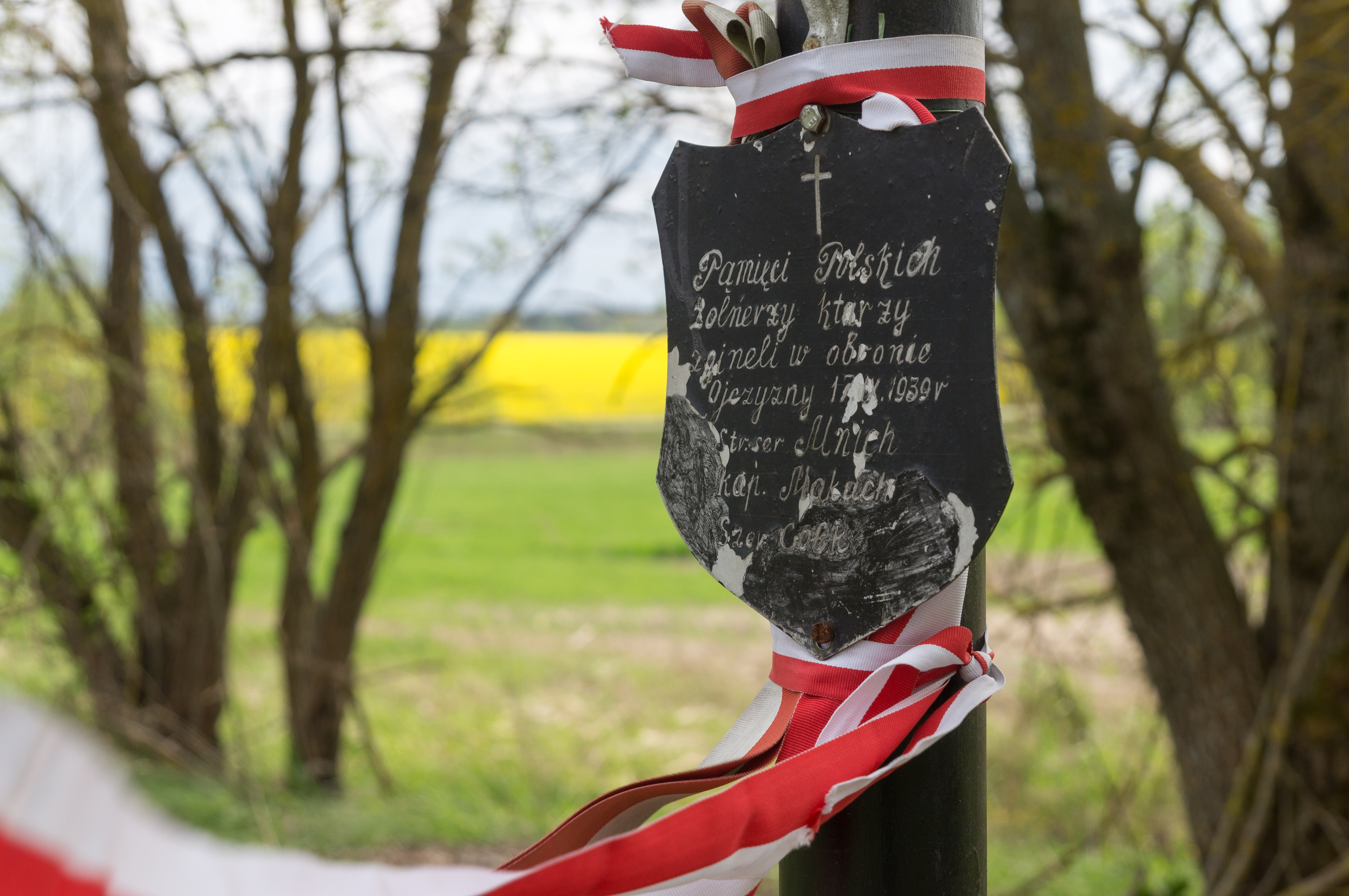
Pasieki Krajskie. Mogiła polskich żołnierzy KOP

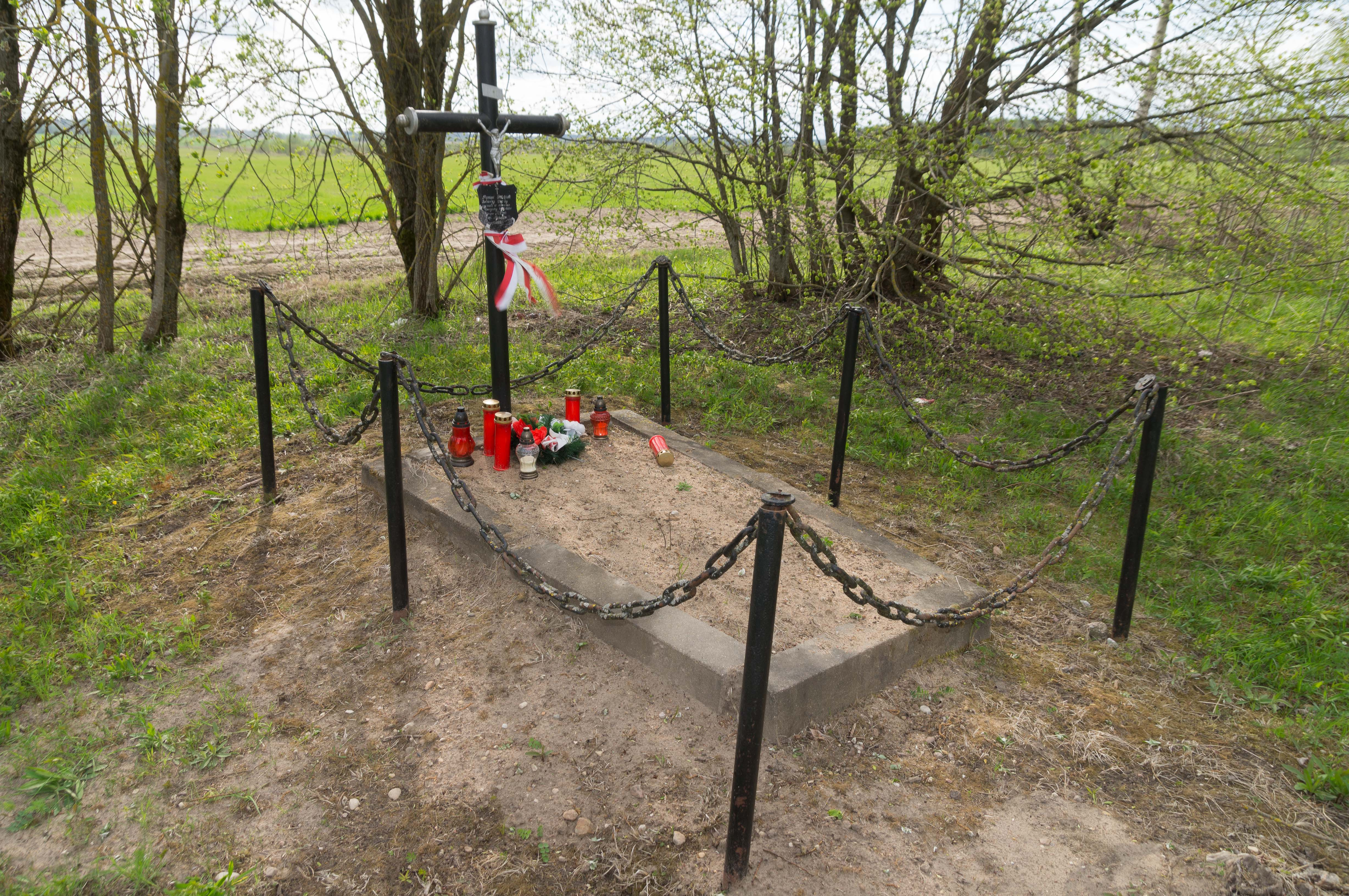
Pasieki Krajskie. Mogiła polskich żołnierzy KOP